# Casio fx-39

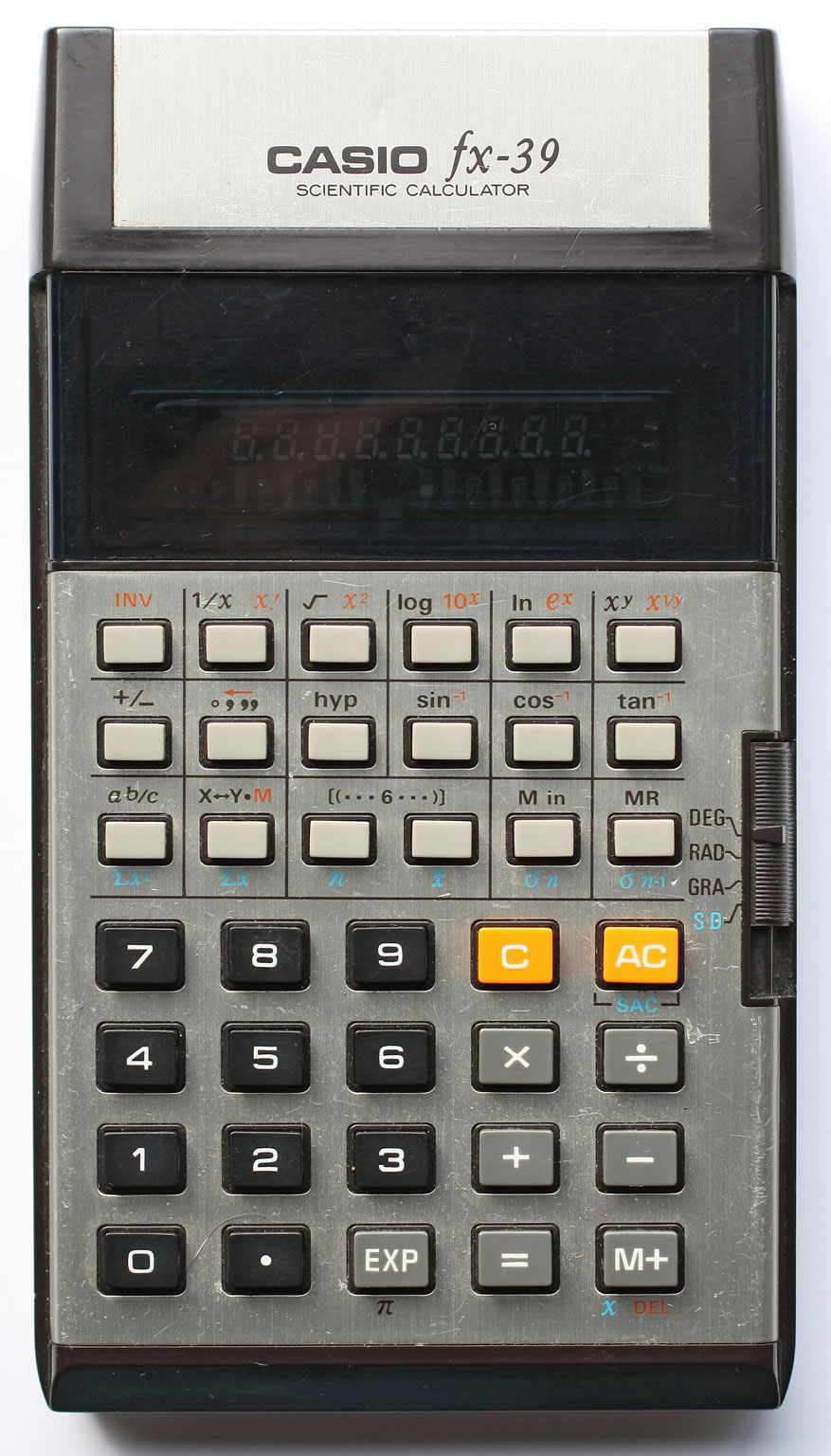
Casio fx-39

La fx-39 es una calculadora científica fabricada por Casio, lanzada en 1978 y es uno de los varios modelos que comparten el mismo formato de diseño físico.

## Visualizador
La unidad incorpora un visualizador fluorescente de vacío (VFD) emisor de luz azul-verde. El display en sí mismo tiene 9 dígitos de siete segmentos, ocho de los cuales son usados para la salida numérica, siendo el noveno usado para el signo menos o para acomodar la notación científica de 6+2. A pesar de que sólo puede mostrar 6 dígitos cuando usa la notación científica, la calculadora trabaja internamente con ocho. Un dispositivo de vacío fluorescente (VFD) es un dispositivo de visualización usado comúnmente en electrónica de consumo como grabadoras de videocassettes, estéros, hornos microondas, etc. Un VFD opera con el principio de la cátodoluminiscencia, algo similar al tubo de rayos catódicos, pero operando a voltajes mucho más bajos.

## Diseño
El diseño físico fue un impresionante paso adelante con respecto a los modelos previos, más cuadrados, como el modelo fx-19; con tres filas de teclas de función científica, una elegante cubierta de metal y un novedoso interruptor deslizante de cuatro posiciones en el lado derecho. Este interruptor se usa para seleccionar el modo trigonométrico (grados, radianes o gradianes) u operación estadística. La unidad es de bolsillo y originalmente vino con una cubierta de plástico negro para protegerla.

## Características
Además de las cuatro funciones estándar y una memoria, tiene raíz cuadrada, cuadrado, signo de cambio, recíproco, factorial, pi, potencias, trigonometría, logaritmos comunes y naturales, así como estadísticas y lo siguiente:
- Fracciones. Casio continuó ofreciendo su aritmética de número racional única, introducida por primera vez en el AL-10, junto con su uso novedoso de un carácter en forma de "L" para mostrar "sobre". Debido a las limitaciones tanto en el trabajo con los racionales como en la pantalla, solo se permiten numeradores o denominadores de 3 dígitos, de lo contrario el valor vuelve a coma flotante.
- Aritmética de horas. El fx-39 no tiene reloj en tiempo real, pero puede sumar y restar horas, minutos y segundos mostrando el resultado en sexagesimal. El símbolo de grado está representado por un pequeño "cero" formado por los cuatro segmentos superiores de la pantalla (como un 8 sin el bucle inferior).

Casio introdujo una serie de mejoras que se continuarían en los siguientes modelos:
- Paréntesis. El modelo anterior, el fx-29, no tenía paréntesis a pesar de ser también una calculadora científica. El fx-39 tiene 6 niveles de paréntesis.
- Orden de evaluación. El fx-39 fue uno de los primeros en ofrecer un orden de operaciones, donde 2 + 3 * 5 es 17 y no 25. Esta característica se asume casi universalmente en las calculadoras científicas modernas, pero esta fue una característica nueva en 1978. En contraste, fx-29 "no" tenía prioridad de operador.
- Funciones hiperbólicas. Casio introdujo funciones hiperbólicas en el fx-39 junto con sus inversas. Para adaptarse a esto, la tecla "arc" de los modelos anteriores se cambió a la tecla "inv", ahora familiar. En la versión anterior, las funciones hiperbólicas debían llevarse a cabo utilizando la tecla de función exponencial (e^x), empleando las fórmulas:

sinh x = (e^x – e^-x)/2 y
cosh x = (e^x + e^-x)/2.

## Potencia
La unidad es alimentada por dos pilas AA en el compartimento de las baterías, la cual ocupa un hueco debajo de la pantalla. Alternativamente, se puede alimentar utilizando el adaptador de red de Casio a través de un enchufe en la parte superior de la unidad.